# Раково (Тячевский район)
Раково (укр. Ракове) — село в Ольховецкой сельской общине Тячевского района Закарпатской области Украины.
Население по переписи 2001 года составляло 968 человек. Почтовый индекс — 90544. Телефонный код — 03134. Код КОАТУУ — 2124485902.